# Paragoniusa myrmicae
Paragoniusa myrmicae är en skalbaggsart som beskrevs av Maruyama och Jan Klimaszewski 2004. Paragoniusa myrmicae ingår i släktet Paragoniusa och familjen kortvingar. Inga underarter finns listade i Catalogue of Life.